# 応用物理学
応用物理学（おうようぶつりがく、英: applied physics）は、より工学に近い研究対象を扱う物理学分野のことを指す。また応用物理学は、より産業や経済分野との関わりが強い物理学の分野であるとも言える。ただし、物理学と応用物理学を明確にわけることは難しく、その区別が判然としない分野や研究対象が存在する。
物理学は、理想的な条件下での実験、思考を行うが（そうでない場合も多い）、応用物理学ではより現実的な問題（先に示したように工業、産業、経済との関わり）を研究対象としている。
物性物理学の分野（半導体関連→半導体工学、量子エレクトロニクス、スピントロニクスなど多く存在）は、応用物理学と深い繋がりを持っている。

## 日本の応用物理学
日本では、1946年（昭和21年）、社団法人として応用物理学会が設立されている。